# Pista fasciata
Pista fasciata är en ringmaskart som först beskrevs av Grube 1870.  Pista fasciata ingår i släktet Pista och familjen Terebellidae. Inga underarter finns listade i Catalogue of Life.